# Clifford Solomon
Clifford „King“ Solomon (* 17. Januar 1931 in Los Angeles; † 21. Juni 2004 ebenda) war ein US-amerikanischer Jazz- und Rhythm-&-Blues-Musiker (Saxophon).

## Leben und Wirken
Solomon begann seine Musikerkarriere 1944 und spielte zunächst Klarinette; mit 16 Jahren hatte er erste Auftritte in den Bands von T-Bone Walker und Pee Wee Crayton. Ende der 1940er-Jahre spielte er bei Roy Porter’s 17 Beboppers, mit dem erste Aufnahmen für Savoy Records entstanden. Im folgenden Jahrzehnt arbeitete er u. a. mit Charles Brown, Art Farmer, Annie Ross, Lionel Hampton, Gigi Gryce, Clifford Brown, Roy Milton; 1953 nahm er unter eigenem Namen (Clifford „King“ Solomon & His Orchestra) für Okeh Records auf; ein lokaler Erfolg war die Single „But Officer“. In den 1960er- und 1970er-Jahren wirkte er bei Aufnahmen von Lou Rawls, Preston Love, Mel Brown, Maxine Weldon, Billy Brooks, Esther Phillips, John Mayall (Jazz Blues Fusion, 1972), Johnny Otis, Charles Brown und Big Joe Turner mit. Für Ray Charles, Ike & Tina Turner war er auf Tourneen als Bandleader tätig. Im Bereich des R&B und Jazz war er zwischen 1948 und 1990 an 45 Aufnahmesessions beteiligt.